# Apalimnodes granulatus
Apalimnodes granulatus är en skalbaggsart som beskrevs av Franz 1966. Apalimnodes granulatus ingår i släktet Apalimnodes och familjen långhorningar.
Artens utbredningsområde är Madagaskar. Inga underarter finns listade i Catalogue of Life.